# Wolfsegg am Hausruck
Wolfsegg am Hausruck là một đô thị thuộc huyện Vöcklabruck thuộc bang Oberösterreich, Áo. Đô thị Wolfsegg am Hausruck có diện tích 12 km², dân số thời điểm năm 2006 là 2035 người.